# Gunung Burangrang
Gunung Burangrang är ett berg i Indonesien.   Det ligger i provinsen Jawa Barat, i den västra delen av landet, 100 km sydost om huvudstaden Jakarta. Toppen på Gunung Burangrang är 2 064 meter över havet, eller 510 meter över den omgivande terrängen. Bredden vid basen är 4,9 km.
Terrängen runt Gunung Burangrang är kuperad åt sydväst, men åt nordost är den bergig.Runt Gunung Burangrang är det mycket tätbefolkat, med 1 632 invånare per kvadratkilometer. Närmaste större samhälle är Bandung, 16,0 km söder om Gunung Burangrang. Omgivningarna runt Gunung Burangrang är en mosaik av jordbruksmark och naturlig växtlighet.